# Atletica leggera ai XIX Giochi del Mediterraneo - 100 metri piani femminili
Le gare dei 100 metri piani femminili ai XIX Giochi del Mediterraneo si sono svolte il 30 giugno 2022 presso l'Oran Olympic Stadium di Orano.

## Calendario
| Data      | Ora   | Turno    |
| --------- | ----- | -------- |
| 30 giugno | 18:45 | Batterie |
| 30 giugno | 20:20 | Finale   |

## Risultati

### Batterie
Le prime tre atlete di ogni batteria (Q) e le successive due più veloci (q) si qualificano alla finale.

#### Batteria 1
| Posizione | Corsia | Atleta            | Nazionalità | Tempo | Note |
| --------- | ------ | ----------------- | ----------- | ----- | ---- |
| 1         | 6      | Lorène Bazolo     | Portogallo  | 11"38 | Q    |
| 2         | 2      | Olivia Fotopoulou | Cipro       | 11"43 | Q    |
| 3         | 3      | Gloria Hooper     | Italia      | 11"59 | Q    |
| 4         | 7      | Hajar Eddaou      | Marocco     | 11"66 | q    |
| 5         | 4      | Mizgin Ay         | Turchia     | 11"78 | q    |
| 6         | 8      | Amina Touati      | Algeria     | 12"35 |      |
| -         | 5      | Charlotte Afriat  | Monaco      | dns   |      |

#### Batteria 2
| Posizione | Corsia | Atleta                    | Nazionalità | Tempo | Note |
| --------- | ------ | ------------------------- | ----------- | ----- | ---- |
| 1         | 7      | Basant Hemida             | Egitto      | 11"23 | Q    |
| 2         | 8      | Carmen Marco Mora         | Spagna      | 11"56 | Q    |
| 3         | 2      | Giorgia Bellinazzi        | Italia      | 11"75 | Q    |
| 4         | 6      | Ivana Ilić                | Serbia      | 11"82 |      |
| 5         | 4      | Marianna Pisiara          | Cipro       | 11"92 |      |
| 6         | 5      | Alessandra Gasparelli     | San Marino  | 11"96 |      |
| 7         | 3      | Maria Rosalina Dos Santos | Portogallo  | dns   |      |

### Finale
| Posizione | Corsia | Atleta             | Nazionalità | Tempo | Note              |
| --------- | ------ | ------------------ | ----------- | ----- | ----------------- |
| Oro       | 6      | Basant Hemida      | Egitto      | 11"10 | Record dei Giochi |
| Argento   | 5      | Lorène Bazolo      | Portogallo  | 11"36 |                   |
| Bronzo    | 3      | Olivia Fotopoulou  | Cipro       | 11"42 |                   |
| 4         | 4      | Carmen Marco Mora  | Spagna      | 11"48 |                   |
| 5         | 8      | Gloria Hooper      | Italia      | 11"62 |                   |
| 6         | 2      | Hajar Eddaou       | Marocco     | 11"65 |                   |
| 7         | 7      | Giorgia Bellinazzi | Italia      | 11"71 |                   |
| 8         | 1      | Mizgin Ay          | Turchia     | 11"86 |                   |